# Einsatz in den Alpen – Der Armbrustkiller
Einsatz in den Alpen – Der Armbrustkiller (Arbeitstitel: Grenzgänger – Mord in den Alpen und Alpencops) ist ein deutscher Fernsehfilm aus dem Jahr 2022 von Ralph Polinski mit Jochen Matschke, Peter Fieseler, Agnes Decker und Hendrik Heutmann. Die Erstausstrahlung des Thrillers erfolgte am 31. März 2022 auf RTL, auf RTL+ wurde der Film am 17. März 2022 veröffentlicht.

## Handlung
Tom und Sebastian Falk bilden ein Brüderpaar, das bei der Alpin-Einheit der Innsbrucker Polizei arbeitet. Die beiden sind auf der Suche nach einem Serienmörder, dem sogenannten „Armbrust-Mörder“, der seine Opfer durch die Berge jagt und mit einer Armbrust erschießt.
Tom ist Hauptkommissar und möchte den Mörder ausfindig machen, um den Tod seiner geliebten Paula zu rächen. Seine Vorgehensweise verstößt allerdings nicht nur gegen die Vorschriften, sondern bringt ihn auch selbst in Lebensgefahr. Bruder Sebastian ist Leiter der Sondereinheit, weitere Unterstützung erhalten sie bei ihren Ermittlungen von Hubschrauber-Pilotin Nina Thal sowie Moritz „Polle“ Pollard, der seine Erfahrung als früherer Gebirgsjäger einbringt. Die zuständige Staatsanwältin ist Sophie Brandner, die außerdem auch die Ex-Frau von Sebastian Falk ist. 
Als Tom erfährt, dass seine Kollegen dem Täter auf der Spur sind, zögert er nicht lange und greift in den laufenden Polizeieinsatz ein. Die Situation am Berg eskaliert, der Mörder kommt dabei ums Leben. Allerdings rückt eine neue Spur den Fall in ein anderes Licht.

## Produktion und Hintergrund
Die Dreharbeiten fanden vom 29. September bis zum 20. Oktober 2021 in Tirol in Österreich statt. Gedreht wurde in Innsbruck  und Umgebung.
Produziert wurde der Film im Auftrag von RTL von der neuen deutschen Filmgesellschaft Berlin GmbH (Produzent Rainer Wemcken). Unterstützt wurde die Produktion von CineTirol und Innsbruck Tourismus.
Die Kamera führte Christian Paschmann, für den Ton zeichnete Claus Benischke verantwortlich und für das Casting Christine Mattner. Das Szenenbild wurde von Michael Wiese gestaltet, die Kostüme von Christoph Birkner und das Maskenbild von Angelika Schrott und Karin Scholl.
Regisseur Ralph Polinski hatte zuvor unter anderem Robert Dornhelm bei der Fernsehreihe Vienna Blood assistiert.

## Rezeption
Tilmann P. Gangloff vergab auf tittelbach.tv vier von sechs Sternen und meinte, dass Autor und Regisseur mit ihrem Alpenthriller auch dank der Musik für 90 Minuten spannende und überraschende Unterhaltung sorgten, die auch von den zentralen Figuren lebe. Nicht zuletzt dank der überzeugenden Besetzung könne der Film gerne in Serie gehen.
Heike Hupertz bezeichnete den Film in der Frankfurter Allgemeinen Zeitung als „sehr fetzig und sehr unterkomplex“ und als Paarung der Stunt-Festigkeit von Cobra 11 mit den Kulissen des Bergdoktors. Die Optik sei hochwertig, aber nichts für Zuschauer mit Komplexitätsanspruch.
Manuel Weis dagegen befand auf Dwdl.de, dass der Film wendungsreich geschrieben und ungewöhnlich besetzt sei und sich nicht zuletzt wegen des hohen Actionanteils klar von anderen, öffentlich-rechtlichen Krimireihen abhebe. Der Film sei ein gut besetzter, (optisch) stark inszenierter 90-Minüter, der fast gänzlich auf das Untermischen humoriger Töne verzichte, was etwas Leichtigkeit verloren gehe lasse.
Quote
In Deutschland sahen den Film im März 2022 bei Erstausstrahlung 1,64 Millionen Personen, der Marktanteil betrug 5,8 Prozent. Bei der Wiederholung im März 2023 wurden beide Werte mit 1,94 Millionen Zusehern und 8 Prozent Marktanteil übertroffen.